# Епиклеза
Епиклеза (од грч. , транслит.  — „призивање, умолити некога учтиво и фино”) је призивање једног или више богова. 
У грчкој митологији, епиклеза је била епитет, коришћен као презиме божанства у религиозном контексту.. 
Назив је ушао у хришћанску традицију, где, у неким хришћанским црквама, означава део анафоре којим свештеник призива Светог Духа на причасни хлеб и вино. У већини источних цркава, епиклеза долази након анамнезе (присећања Исусових речи и дела), док у западној традицији типично иде испред или се иакључује. У историјској пракси западних цркава, освећење дарова је имплицирано кроз речи Исусове са Тајне вечере, иако, са развојем Литургије, многе деноминације су увеле експлицитну епиклезу у њихове литургије.

## Православна црква
У православној Литургији епиклеза је врхунска тачка канона Евхаристије (в. Анафора), кад се заједница, свештеном молитвом, обраћа Богу Оцу да пошаље Духа Светога ради претварања дарова у Тело и Крв прослављенога Исуса Христа ради освећења верних. Освећење дарова врши се молитвом призива Светога Духа која следи одмах после речи установе Евхаристије. Епиклеза не може заменити ни анамнезу, ни молитву благодарења, нити пак обратно. 
Епиклеза се јавља већ на крају 2. века у различитим облицима. Помињу је Свети Иринеј, по коме освећење дарова бива изговарањем призивања; Свети Јустин, који говори о речима „молитве"; Ориген; Свети Григорије Ниски (око 331-395), који јој налази библијско порекло у тексту Прве посланице Тимотеју (Тим. 4,4-5).
"Јер је свако створење Божије добро и ништа није за одбацивање кад се прима са захвалношћу; јер се освећује ријечју Божијом и молитвом“. Свети Кирило Јерусалимски вели да се призивање упућује Светоме Духу. Свети Василије Велики (0 Светоме Духу, XXVII, 65, стр. 481) сврстава молитву епиклезе међу оне литургијске елементе који су предани кроз неписану тајанствену традицију. Николај Кавасила напомиње да су допунске речи установљења „молитва освећења“ (Објашњење божанске Литургије, XXIX 7-22, прев. S. Salaville, стр. 185-191).
Западни оци говоре о неопходности непосредног деловања Светога Духа у евхаристијском освећењу. За Светог Амвросија, епиклеза је „света молитва"; за Августина, „тајанствена молитва"; за Јеронима, „свечана молитва“.
У православној светотајинској теологији улога и потреба епиклезе у Литургији посматра се у склопу доктрине о Светој Тројици, посебно са икономијом ипостаси Свете Тројице. По Светом Григорију Чудотворцу, свако освећујуће делање полази од Оца, пролази кроз Сина и остварује се у Духу. Римокатолици инсистирају на освећујућој сили речи установљења, у контексту филоквистичке христологије која полази од начела покоравања Духа Сину. Други Ватикански Концил прихватио је молитву призивања, али она је стављена пре речи установљења, управо због тога да би се избегла идеја да је Син „покоран“ Духу.
На Истоку, Свети Јован Златоусти придаје велику важност и силу речима установе епиклезе (0 Свештенству, VI, 4, стр. 140). Не само да се Отац призива да би манифестовао прослављенога Христа кроз Светога Духа, него и сам Христос шаље Духа Светога на дарове и заједницу. Евхаристија је Света Тајна која остварује то двоструко богојављење (епифанију): стварно присуство Васкрслога Христа и стварно присуство Светога Духа. „Заиста, даривање и силазак Светога Духа од Оца вернима има место у Христу Исусу и у светом Његовом имену“ (Калист и Игњатије Ксантопул, Главе, 12, Рум. филок., том 8, стр. 30). Пошто је обожујуће делање својствено Светоме Духу, епиклеза је везана са природом жртве, јер се принос освећује Духом Светим (Рим. 15,16; Бројеви 11,9). Према Посланици Јеврејима (9,14), Дух узима место огња, елемента који је у старозаветном жртвоприношењу везан са крвљу (уп. 1. Цар. 18,25-39 -Илија призива огањ који сагорева жртву свеспаљеницу). Свети Јован Златоусти тврди да свештеник не низводи огањ, него Духа Светога. У том смислу могло би се рећи да је присуство Духа живо и јасно у целокупном литургијском делању, као и у светотајинском делању уопште, јер стављање Цркве у ситуацију да освећује, у стање једино моћне силе која може учествовати у Христовој жртви, јесте дар Светога Духа.
По својој ширини појам епиклезе обухвата свако литургијско или светотајинско делање Светога Духа које претходи пројављивању прослављенога Христа. Епиклези са својим садржајем: „Још Ти приносимо ову словесну и бескрвну службу, и молимо Те, и призивамо, и преклињемо: ниспошљи Духа Твога Светога на нас и на ове предложене Дарове...", претходи, Румунском Служебнику (по црквенословенском тексту, XVI век), Тропар трећег часа: „Господе, који си у трећи час Апостолима својим ниспослао Пресветога Духа свог, Њега, Благи, не одузми од нас, но обнови нас, који Ти се молимо“.